# Канон Иисуса Мессии

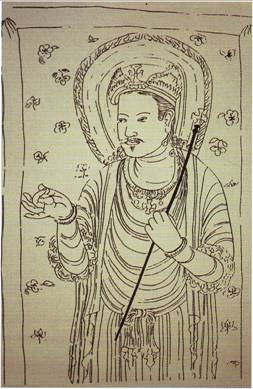
Реставрация империи Тан несторианского образа Иисуса Христа, который был найден в библиотечной пещере. Оригинальная работа датируется IX веком.

Канон Иисуса Мессии (кит. трад. 序聽迷詩所經, пиньинь Xùtīng Míshīsuǒ Jīng , палл. Сюйтин мишисо цзин — букв. Сутра Иисуса Мессии) — несторианский катехизис, написанный на китайском языке между 635 и 638 годом н. э, создание его приписывается Алобэню. Является первым христианским произведением на китайском языке.
Произведение состоит из двух частей: в первой кратко излагается основы несторианского вероучения, в другом рассказывается о деяниях Иисуса до его смерти на кресте.
Язык «Канона» несёт на себе сильное буддийское влияние. Так, термином для обозначения Бога Отца в «Каноне» служит иероглиф 佛 (фо), то есть Будда. Святые обозначаются термином «алохань» (архаты), а ангелы — «чжуфо» (букв. — «все будды»)
Текст «Канона» найден в 1922 году, когда учёный-буддолог Дзюндзи Такакусу купил его у некоего китайца.

## Другие христианские произведения эпохи Тан
В начале XX века было обнаружено ещё несколько христианских произведений до монгольского периода:
- Три части одного трактата «Единобожие» (кит. трад. 一神論, пиньинь Yī shén lùn, палл. И шэнь лунь) были приобретены Кэндзу Томиока в Китае. Их авторство также приписывается Алобэню:
- «Рассуждения об одном Небе, часть первая» (кит. трад. 一天論第一, пиньинь Yītiān lùn dì yī, палл. И тянь лунь ди и)
- «Притчи-сравнения, часть вторая» (кит. трад. 喻第二, пиньинь Yù dì èr, палл. Юй ди эр)
- «Миром почитаемый о милостивом даянии, часть третья» (кит. трад. 一神(天)論(世尊布施論第三, пиньинь  Yī shén (tiān) lùn (shìzūn bùshī lùn dì sān)), палл.  Ши цзунь бу ши лунь ди сань)

Среди дуньхуанских рукописей обнаружены две несторианских рукописи, их приписывают перу «священника Цзин-Цзина» (конец VII — начало X века):
- «Гимн Святой Троице» (кит. трад. 大秦景教三威蒙度讚, пиньинь Dàqín jǐng jiào sān wēi méng dù zàn, палл. Сань вэй мэн ду цзань) — молитва Святой троице, созданная около 800 года н. э.
- «Канон об основах изначального» (кит. трад. 大秦景教宣元本經, упр.  Dàqín jǐng jiào xuānyuán běn jīng, пиньинь Сюань юань бэнь цзин) — в 2006 году был найден более полный текст на колонне из Лояна.

К другим произведениям «священника Цзин-Цзина» относят
- «Канон скрытого-таинственного покоя и радости» кит. трад.  志玄安樂經, пиньинь Zhìxuán ānlè jīng, палл. Сюаньюань аньлэ цзин
- «Гимн о проникновении в истинное и возвращении к закону Великого Мудреца» кит. трад. 大秦景教大聖通真歸法讚, пиньинь Dàqín jǐng jiào dàshèng tōng zhēn guī fǎ zàn, палл. Дашэн тунчжэнь гуйфа цзань)

XI веком датируется список христианских святых под названием «Канон почитания» (палл.: Цзунь цзин).